# Rivière Masnières
Rivière Masnières är ett vattendrag i Kanada.   Det ligger i provinsen Québec, i den sydöstra delen av landet, 270 km norr om huvudstaden Ottawa. Rivière Masnières ligger vid sjön Lac Lowe.
I omgivningarna runt Rivière Masnières växer i huvudsak blandskog. Trakten runt Rivière Masnières är nära nog obefolkad, med mindre än två invånare per kvadratkilometer.